# فهرست افتخارات باشگاه فوتبال پرسپولیس

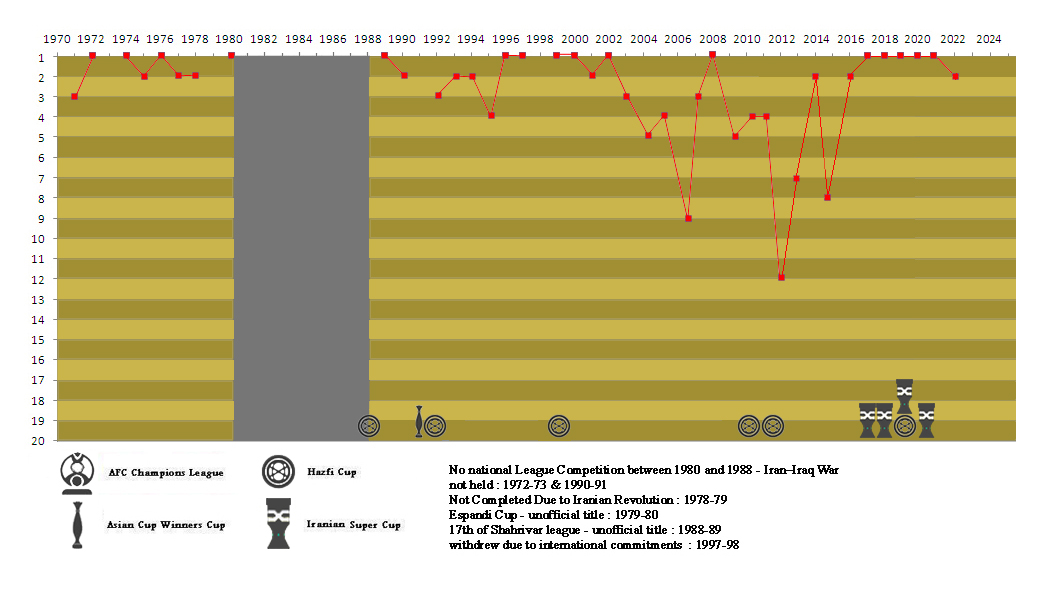
رتبه‌های پایان فصل در لیگ

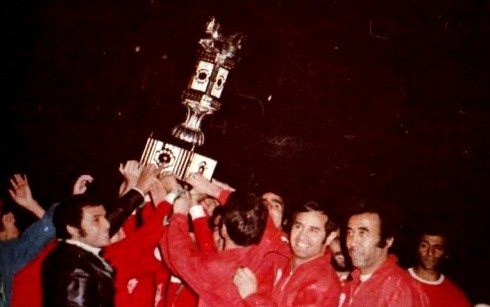
قهرمانی پرسپولیس در جام تخت جمشید ۱۳۵۲

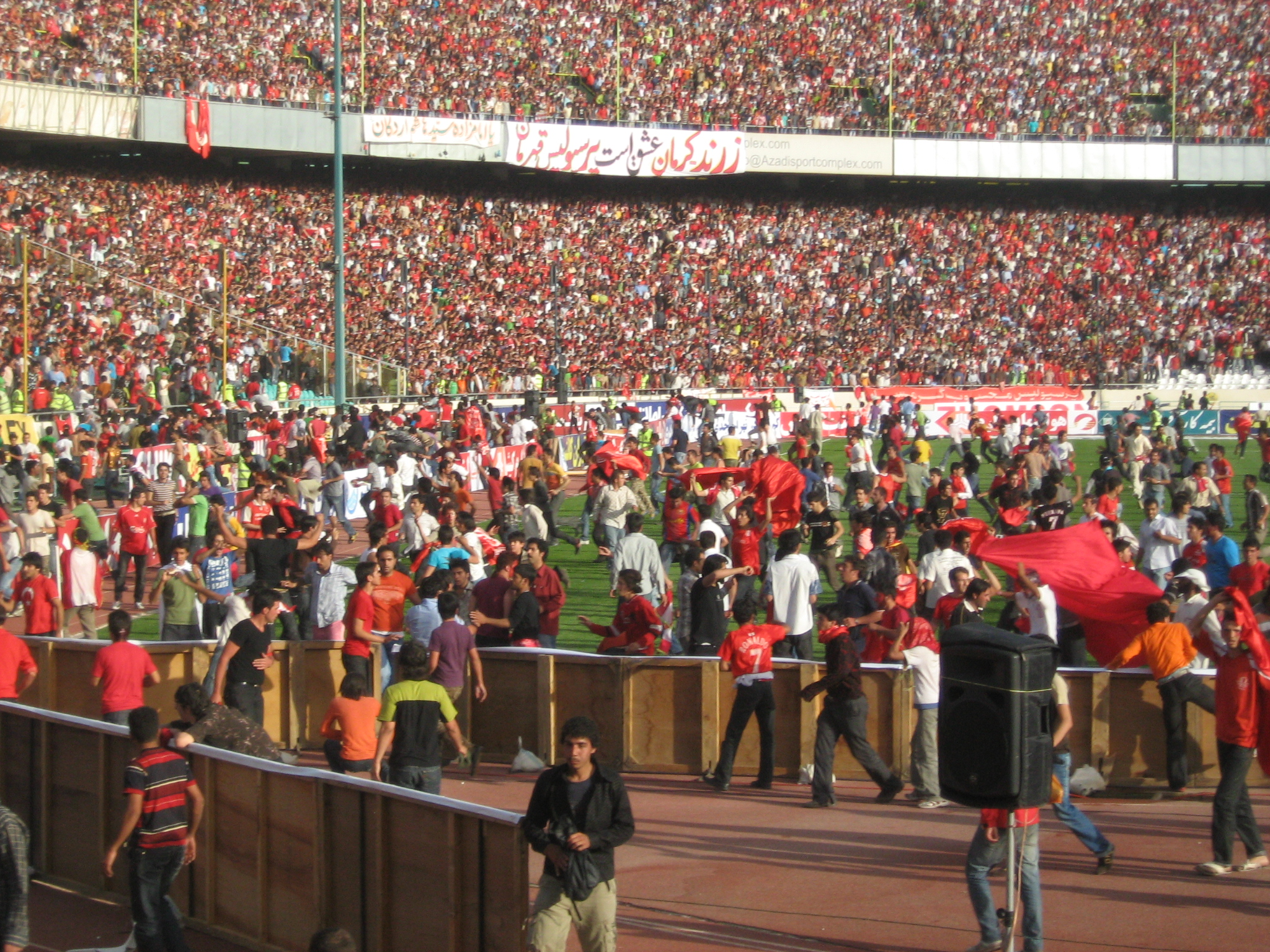
قهرمانی پرسپولیس در لیگ برتر ۸۷–۱۳۸۶

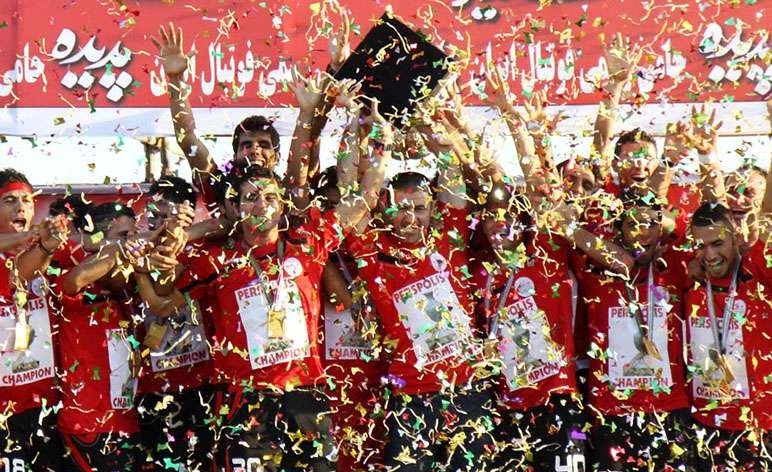
قهرمانی در جام حذفی ۱۳۸۹–۱۳۹۰

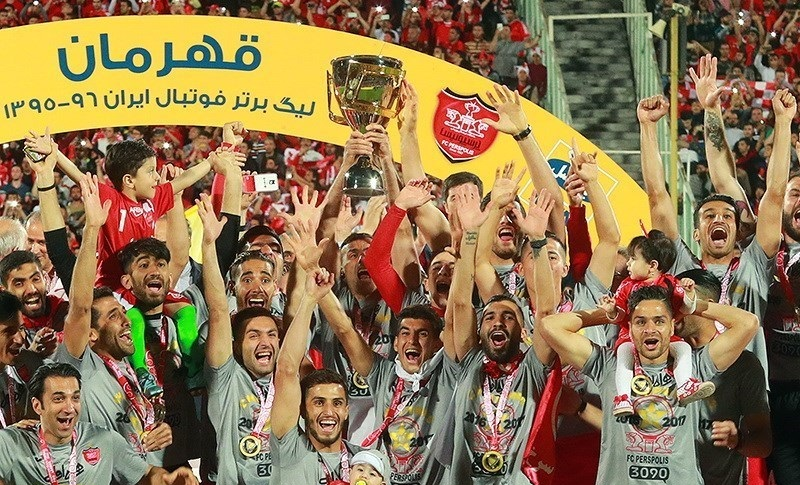
قهرمانی پرسپولیس در لیگ برتر ۹۶–۱۳۹۵

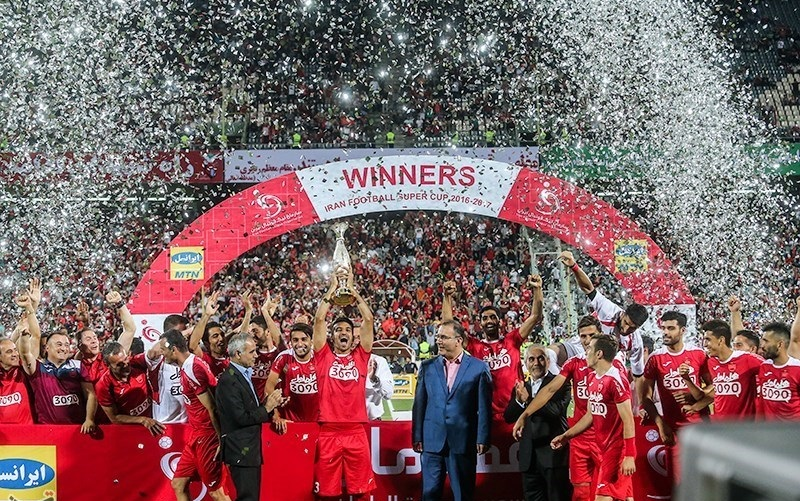
قهرمانی پرسپولیس در سوپر جام فوتبال ایران ۱۳۹۶

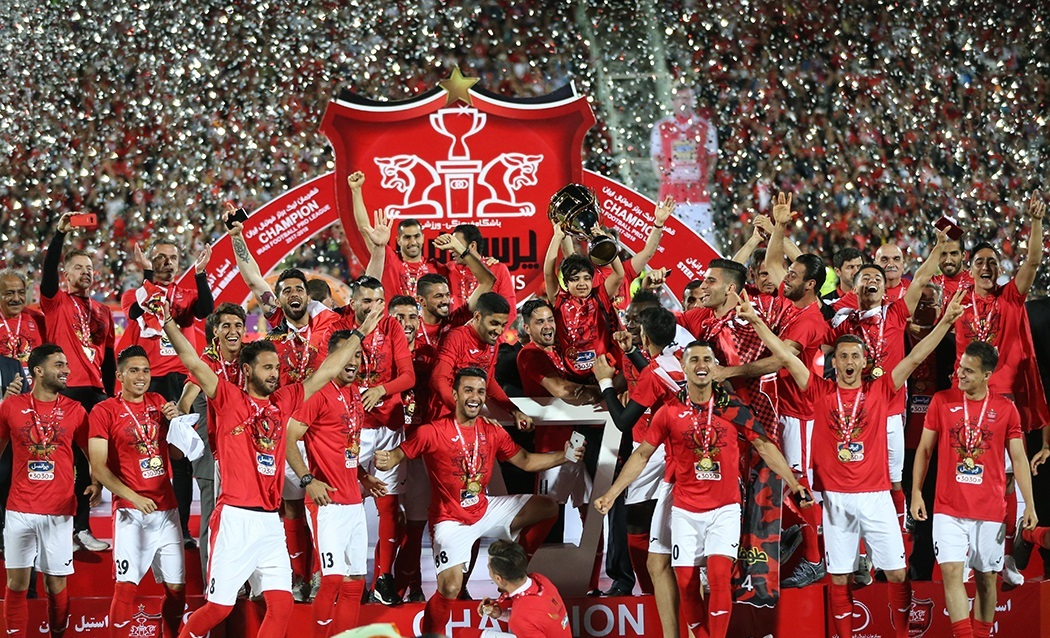
قهرمانی پرسپولیس در لیگ برتر ۹۷–۱۳۹۶

باشگاه فوتبال پرسپولیس که در سال ۱۳۴۲ تأسیس شده است با کسب ۳۹ جام رسمی و ۲۸ جام کشوری و مجموعاً ۴۲ جام رسمی و غیررسمی در مسابقات کشوری،   استانی(بالاترین سطح) و قاره‌ای پرافتخارترین باشگاه ایران به‌شمار می‌آید. مالک این باشگاه قبل از انقلاب علی عبده بود. این تیم با کسب پنج عنوان قهرمانی پیاپی (گلات) در لیگ برتر، در این زمینه رکورددارِ قهرمانی لیگ برتر فوتبال ایران محسوب می‌شود. باشگاه پرسپولیس نخستین تیم در لیگ ایران بود که موفق شده در سال ۵۲ بدون باخت قهرمان لیگ فوتبال ایران شود. پرسپولیس نخستین تیم در فوتبال ایران بوده که ۳ بار در دهه‌های ۷۰ و ۹۰ و ۱۴۰۰ در یک سال موفق به کسب دوگانه در فوتبال ایران یعنی قهرمانی همزمان لیگ و جام حذفی (دبل کاپ) در طول یک فصل شده و از این حیث رکورددار در فوتبال ایران می‌باشد. تیم پرسپولیس ۹ بار در مرحله نیمه پایانی تورنمنت‌های آسیایی (۳ بار لیگ قهرمانان آسیا، ۲ بار جام در جام آسیا، ۴ بار جام باشگاه‌های آسیا) حضور داشته است. باشگاه پرسپولیس با ۴ بار حضور در    فینال‌های آسیایی (۲ بار لیگ قهرمانان ،۲ بار جام در جام آسیا) از تیم‌های موفق ایران در آسیا محسوب می‌شود. همچنین پرسپولیس با ۲ بار حضور در فینال لیگ قهرمانان و ۳ بار حضور در نیمه نهایی، موفق‌ترین تیم ایرانی در فرمت لیگ قهرمانان آسیا می‌باشد. باشگاه پرسپولیس با ۷ بار حضور در مرحله نیمه نهایی (۳ بار لیگ قهرمانان آسیا، ۴ بار جام باشگاه‌های آسیا) از تیم‌های موفق ایران در آسیا است. این باشگاه رکورددار بیشترین حضور تماشاگر در فینال لیگ قهرمانان آسیا نیز هست. باشگاه پرسپولیس نه بار در فینال جام حذفی و هفت بار در فینال سوپر جام حضور داشته است. باشگاه پرسپولیس نخستین تیم در فوتبال ایران بوده که دو بار در دهه‌های ۹۰ و ۱۴۰۰ به‌طور همزمان در یک فصل موفق به کسب سه‌گانه در فوتبال ایران یعنی قهرمانی همزمان لیگ ایران، جام حذفی ایران و سوپر جام ایران در یک فصل شده و از این حیث رکورددار در فوتبال ایران می‌باشد. باشگاه پرسپولیس با کسب ۷ عنوان قهرمانی و ۲ عنوان نایب قهرمانی جزو تیم‌های پرافتخار در جام حذفی فوتبال ایران به‌شمار می‌آید. پرسپولیس با کسب ۱۶ عنوان قهرمانی در ادوار لیگ، رکورددار قهرمانی در لیگ‌های سراسری محسوب می‌شود و هم چنین با کسب ۹ عنوان قهرمانی رکورددار بیشترین تعداد قهرمانی در لیگ برتر ایران به‌شمار می‌آید. پرسپولیس با کسب ۵ عنوان قهرمانی در سوپرجام رکورددار است و با کسب یک عنوان قهرمانی و یک عنوان نایب قهرمانی پرافتخارترین تیم ایرانی و سومین تیم پرافتخار در مسابقات جام برندگان جام آسیا محسوب می‌شود. باشگاه پرسپولیس موفق به کسب پنج عنوان قهرمانی متوالی در جام باشگاه‌های تهران شده است. تیم پرسپولیس موفق به کسب چهار عنوان قهرمانی متوالی در سوپرجام ایران شده است. از مهم‌ترین افتخارات باشگاه پرسپولیس می‌توان به ۱۶ قهرمانی و ۱۰ نایب قهرمانی لیگ‌های سراسری ایران، ۷ قهرمانی و ۲ نایب قهرمانی جام حذفی ایران، ۵ قهرمانی و ۲ نایب قهرمانی سوپر جام ایران، ۶ قهرمانی و ۴ نایب قهرمانی جام باشگاه‌های تهران، ۲ قهرمانی و ۲ نایب قهرمانی جام حذفی تهران، ۱ قهرمانی در مسابقات انتخابی مسابقات باشگاهی قهرمانی آسیا ۱۹۶۹، ۱ قهرمانی در جام شهید اسپندی و ۱ قهرمانی در جام برندگان جام آسیا اشاره کرد. همچنین این باشگاه یک عنوان نایب قهرمانی جام برندگان جام آسیا و دو عنوان نایب قهرمانی لیگ قهرمانان آسیا و سه عنوان سومی جام باشگاه‌های آسیا را در کارنامه دارد. طبق گفتهٔ بسیاری از کارشناسان و سایت‌های معتبر جهانی، پرسپولیس بهترین تیم ادوار لیگ برتر ایران بوده است. این تیم در حال حاضر در رتبه چهارم رنکینگ تیم‌های آسیا است.

## قهرمانی کشوری (۲۸)
- لیگ برتر ایران:[۴]

** قهرمانی (۱۶) (رکورد): ۱۳۵۰، ۱۳۵۲، ۱۳۵۴، ۱۳۷۴، ۷۶–۱۳۷۵، ۷۸–۱۳۷۷، ۷۹–۱۳۷۸، ۸۱–۱۳۸۰، ۸۷–۱۳۸۶، ۹۶–۱۳۹۵، ۹۷–۱۳۹۶، ۹۸–۱۳۹۷، ۹۹–۱۳۹۸، ۱۴۰۰–۱۳۹۹، ۰۲–۱۴۰۱، ۰۳–۱۴۰۲
 نایب قهرمانی (۱۰): ۱۳۵۳، ۱۳۵۵، ۱۳۵۶، ۶۹–۱۳۶۸، ۱۳۷۱، ۱۳۷۲، ۸۰–۱۳۷۹، ۹۳–۱۳۹۲، ۹۵–۱۳۹۴، ۰۱–۱۴۰۰
- جام حذفی ایران[۲][۷][۹]

 قهرمانی (۷): ۱۳۶۶، ۷۱−۱۳۷۰، ۷۸−۱۳۷۷، ۸۹−۱۳۸۸، ۹۰−۱۳۸۹، ۹۸−۱۳۹۷، ۰۲−۱۴۰۱
 نایب قهرمانی (۲): ۸۵−۱۳۸۴، ۹۲−۱۳۹۱
- سوپر جام ایران[۱]

** قهرمانی (۵) (رکورد): ۱۳۹۶، ۱۳۹۷، ۱۳۹۸، ۱۳۹۹، ۱۴۰۲
 نایب قهرمانی (۲) (رکورد): ۱۴۰۰، ۱۴۰۳

## قهرمانی استانی (۱۰)
جام باشگاه‌های تهران
- قهرمانی(۶):۱۳۶۱، ۱۳۶۵، ۱۳۶۶، ۱۳۶۷، ۱۳۶۸، ۱۳۶۹
- نایب قهرمانی(۴): ۱۳۴۹، ۱۳۶۰، ۱۳۶۲، ۱۳۷۰

جام حذفی تهران
- قهرمانی(۲): ۱۳۶۱، ۱۳۶۶
- نایب قهرمانی(۲): ۱۳۴۷، ۱۳۶۰

جام شهید اسپندی
- قهرمانی(۱): ۱۳۵۸ (رکورد)

مسابقات انتخابی باشگاهی قهرمانی آسیا 
- قهرمانی(۱): ۱۳۴۷ (رکورد)
- در سال ۱۳۴۷ برای انتخاب نماینده ایران به جام باشگاه‌های آسیا تورنومنت دوره‌ای با حضور ۵ تیم برتر تهران برگزار شد که پرسپولیس قهرمان شد و به‌عنوان اولین نماینده ایران به جام باشگاه‌های آسیا فرستاده شد.

## قهرمانی قاره‌ای (۱)
- جام باشگاه‌های آسیا/لیگ قهرمانان آسیا[۶]

 نایب‌قهرمانی (۲): ۲۰۱۸، ۲۰۲۰ (رکورد مشترک)
 سومی (۳): ۹۷–۱۹۹۶، ۲۰۰۰–۱۹۹۹، ۰۱–۲۰۰۰ (رکورد ایران)
▪چهارمی (۱): ۹۸–۱۹۹۷
▪حضور در نیمه نهایی (در لیگ قهرمانان آسیا دیدار رده‌بندی برگزار نمی‌شود) (۱): ۲۰۱۷
- جام برندگان جام آسیا[۵][۶] (رکورد ایران)

 قهرمانی (۱): ۹۱–۱۹۹۰ (رکورد ایران)
 نایب‌قهرمانی (۱): ۹۳–۱۹۹۲ (رکورد ایران)

## مجموع عناوین رسمی (۳۹)
| جام‌های رسمی پرسپولیس | جام‌های رسمی پرسپولیس  | جام‌های رسمی پرسپولیس | جام‌های رسمی پرسپولیس | جام‌های رسمی پرسپولیس | جام‌های رسمی پرسپولیس | جام‌های رسمی پرسپولیس                                                      |
| نوع                  | رقابت‌ها               | رقابت‌ها              | قهرمانی              | فصل‌ها | نایب‌قهرمانی          | فصل‌ها                                                                     |
| -------------------- | --------------------- | -------------------- | -------------------- | --- | -------------------- | ------------------------------------------------------------------------- |
| داخلی                | کشوری                 | لیگ‌های فوتبال ایران  | ۱۶                   | ۱۳۵۰، ۱۳۵۲، ۱۳۵۴، ۱۳۷۴، ۷۶–۱۳۷۵، ۷۸–۱۳۷۷، ۷۹–۱۳۷۸، ۸۱–۱۳۸۰، ۸۷–۱۳۸۶، ۹۶–۱۳۹۵، ۹۷–۱۳۹۶، ۹۸–۱۳۹۷، ۹۹–۱۳۹۸، ۱۴۰۰–۱۳۹۹، ۰۲–۱۴۰۱، ۰۳–۱۴۰۲ | ۱۰                   | ۱۳۵۳، ۱۳۵۵، ۱۳۵۶، ۶۹–۱۳۶۸، ۱۳۷۱، ۱۳۷۲، ۸۰–۱۳۷۹، ۹۳–۱۳۹۲، ۹۵–۱۳۹۴، ۰۱–۱۴۰۰ |
| داخلی                | کشوری                 | جام حذفی ایران       | ۷                    | ۱۳۶۶، ۷۱–۱۳۷۰، ۷۸–۱۳۷۷، ۸۹–۱۳۸۸، ۹۰–۱۳۸۹، ۹۸–۱۳۹۷، ۰۲–۱۴۰۱                                                                           | ۲                    | ۸۵–۱۳۸۴، ۹۲–۱۳۹۱                                                          |
| داخلی                | کشوری                 | سوپر جام ایران       | ۵                    | ۱۳۹۶، ۱۳۹۷، ۱۳۹۸، ۱۳۹۹، ۱۴۰۲ | ۲                    | ۱۴۰۰،۱۴۰۳                                                                 |
| داخلی                | استانی (بالاترین سطح) | جام باشگاه‌های تهران  | ۶                    | ۱۳۶۱، ۱۳۶۵، ۱۳۶۶، ۱۳۶۷، ۱۳۶۸، ۱۳۶۹                                                                                                   | ۴                    | ۵۰–۱۳۴۹، ۱۳۶۰، ۱۳۶۲، ۱۳۷۰                                                 |
| داخلی                | استانی (بالاترین سطح) | جام حذفی تهران       | ۲                    | ۱۳۶۱، ۱۳۶۶ | ۲                    | ۱۳۴۷، ۱۳۶۰                                                                |
| داخلی                | استانی (بالاترین سطح) | جام شهید اسپندی      | ۱                    | ۱۳۵۸ | ۰                    |                                                                           |
| داخلی                | استانی (بالاترین سطح) | مسابقات انتخابی آسیا | ۱                    | ۱۳۴۷ | ۰                    |                                                                           |
| قاره‌ای               | قاره‌ای                | جام برندگان جام آسیا | **۱                  | ۹۱–۱۹۹۰ | **۱                  | ۹۳–۱۹۹۲                                                                   |
| قاره‌ای               | قاره‌ای                | لیگ قهرمانان آسیا    | ۰                    | — | *۲                   | ۲۰۱۸، ۲۰۲۰                                                                |
| مجموع                | مجموع                 | مجموع                | ۳۹ قهرمانی           | ۳۹ قهرمانی | ۲۳ نایب‌قهرمانی       | ۲۳ نایب‌قهرمانی                                                            |

- رکورد
- * رکورد مشترک
- ** رکورد ایران
- رکورد
- * رکورد مشترک
- ** رکورد ایران
- تعداد قهرمانی‌های کشوری: (لیگ برتر ایران، جام حذفی ایران، سوپر جام ایران): (۲۸) قهرمانی
- تعداد قهرمانی‌های قاره‌ای: (جام برندگان جام آسیا): (۱) قهرمانی
- تعداد قهرمانی‌های استانی: (مسابقات انتخابی آسیا، جام باشگاه‌های تهران، جام حذفی تهران، جام شهید اسپندی): (۱۰)
- مجموع: (۳۹) قهرمانی

### نمای کلی
| لیگ قهرمانان آسیا                    | ۰  | ۲  |
| جام برندگان جام آسیا                 | ۱  | ۱  |
| مسابقات انتخابی باشگاهی قهرمانی آسیا | ۱  | ۰  |
| لیگ‌های فوتبال ایران                  | ۱۶ | ۱۰ |
| جام حذفی ایران                       | ۷  | ۲  |
| سوپر جام ایران                       | ۵  | ۲  |
| جام باشگاه‌های تهران                  | ۶  | ۴  |
| جام حذفی تهران                       | ۲  | ۲  |
| جام شهید اسپندی                      | ۱  | ۰  |
| مجموع                                | ۳۹ | ۲۳ |

## مجموع عناوین دوستانه (۳)
- جام بین‌المللی وحدت تهران[۱۰]
  - قهرمانی: ۱۳۶۰
- جام دوستی شارجه[۷]
  - قهرمانی: ۱۳۷۴
- جام ولایت[۱۰]
  - قهرمانی: ۱۳۹۰

## قهرمانی‌های دوگانه و سه‌گانه
* قهرمانی دوگانه (لیگ فوتبال ایران، جام حذفی ایران): (۳) ۷۸–۱۳۷۷، ۹۸–۱۳۹۷، ۰۲–۱۴۰۱
* قهرمانی دوگانه (جام حذفی ایران، جام در جام آسیا): (۱) ۱۳۷۰
* قهرمانی دوگانه (جام باشگاه‌های تهران، جام حذفی تهران): (۲) ۱۳۶۱، ۱۳۶۶
*قهرمانی دوگانه (لیگ فوتبال ایران، سوپرجام ایران): (۵) ۹۶–۱۳۹۵، ۹۷–۱۳۹۶ ،۹۸–۱۳۹۷ ،۹۹–۱۳۹۸، ۰۲–۱۴۰۱
*قهرمانی سه‌گانه (جام حذفی ایران، جام باشگاه‌های تهران، جام حذفی تهران): (۱) ۱۳۶۶
*قهرمانی سه‌گانه (لیگ فوتبال ایران، جام حذفی ایران، سوپر جام ایران): (۲) ۹۸–۱۳۹۷، ۰۲–۱۴۰۱

#### دوگانه‌ها
| دوره                                 | ۱۳۶۰ ۱۳۶۱ | ۱۳۶۵ ۱۳۶۶ | ۱۳۶۹ ۱۳۷۰ | ۱۳۹۵ ۱۳۹۶ | ۱۳۹۶ ۱۳۹۷ | ۱۳۹۷ ۱۳۹۸ | ۱۳۹۸ ۱۳۹۹ | ۱۴۰۱ ۱۴۰۲ |
| ------------------------------------ | --------- | --------- | --------- | --------- | --------- | --------- | --------- | --------- |
| جام باشگاه‌های تهران و جام حذفی تهران | آری       | آری       |           |           |           |           |           |           |
| جام حذفی ایران و جام در جام آسیا     |           |           | آری       |           |           |           |           |           |
| لیگ فوتبال ایران و سوپرجام           |           |           |           | آری       | آری       | آری       | آری       | آری       |

#### سه‌گانه‌ها
| دوره                                        | ۱۳۹۷ ۱۳۹۸ | ۱۴۰۱ ۱۴۰۲ |
| ------------------------------------------- | --------- | --------- |
| لیگ فوتبال ایران و جام حذفی ایران و سوپرجام | آری       | آری       |

## قهرمانی به تفکیک سال
تمام قهرمانی‌های باشگاه پرسپولیس در طی ۶۱ سال حضور در سطح اول فوتبال ایران
- ۱۳۴۷ (انتخابی مسابقات باشگاهی قهرمانی آسیا ۱۹۶۹)
- ۱۳۵۰ قهرمان لیگ فوتبال ایران
- ۱۳۵۲ قهرمان لیگ فوتبال ایران
- ۱۳۵۴ قهرمان لیگ فوتبال ایران
- ۱۳۵۸ قهرمان جام اسپندی
- ۱۳۶۱ قهرمان جام باشگاه‌های تهران و جام حذفی تهران
- ۱۳۶۵ قهرمان جام باشگاه‌های تهران
- ۱۳۶۶ قهرمان جام حذفی ایران، جام باشگاه‌های تهران و جام حذفی تهران
- ۱۳۶۷ قهرمان جام باشگاه‌های تهران
- ۱۳۶۸ قهرمان جام باشگاه‌های تهران
- ۱۳۶۹ قهرمان جام باشگاه‌های تهران
- ۱۳۷۰ قهرمان جام حذفی ایران و جام برندگان جام آسیا
- ۱۳۷۴ قهرمان لیگ فوتبال ایران
- ۱۳۷۵ قهرمان لیگ فوتبال ایران
- ۷۸–۱۳۷۷ قهرمان لیگ فوتبال ایران و جام حذفی ایران
- ۷۹–۱۳۷۸ قهرمان لیگ فوتبال ایران
- ۸۱–۱۳۸۰ قهرمان لیگ برتر ایران
- ۸۷–۱۳۸۶ قهرمان لیگ برتر ایران
- ۸۹–۱۳۸۸ قهرمان جام حذفی ایران
- ۹۰–۱۳۸۹ قهرمان جام حذفی ایران
- ۹۶–۱۳۹۵ قهرمان لیگ برتر ایران و سوپر جام ایران
- ۹۷–۱۳۹۶ قهرمان لیگ برتر ایران و سوپر جام ایران
- ۹۸–۱۳۹۷ قهرمان لیگ برتر ایران و جام حذفی ایران و سوپر جام ایران
- ۹۹–۱۳۹۸ قهرمان لیگ برتر ایران و سوپر جام ایران
- ۱۴۰۰–۱۳۹۹ قهرمان لیگ برتر ایران
- ۰۲–۱۴۰۱ قهرمان لیگ برتر ایران و جام حذفی ایران و سوپر جام ایران
- ۰۳–۱۴۰۲ قهرمان لیگ برتر ایران

## جایزه‌ها
- تیم سال فوتبال ایران[۱۱]
  - ۱۳۸۷–۱۳۸۶[۱۱]
  - ۱۳۹۶–۱۳۹۵[۱۲]
  - ۱۳۹۷_۱۳۹۶
  - ۱۳۹۸_۱۳۹۷
  - ۱۳۹۹_۱۳۹۸
  - ۱۴۰۰_۱۳۹۹
  - ۱۴۰۳_۱۴۰۲
- تیم اخلاق لیگ قهرمانان آسیا[۱]
  - ۲۰۱۸
- بهترین باشگاه‌های قاره در قرن بیستم[۳]
  - مقام چهارم

## تیم های آکادمی
لیگ برتر تهران :
قهرمانی تیم نونهالان (۱) : ۱۴۰۳
قهرمانی تیم نوجوانان (۱) : ۱۴۰۲
قهرمانی تیم جوانان (۱) : ۱۴۰۳

## تیم فوتبال بانوان
قهرمانی کشوری :
قهرمانی لیگ دسته اول (۱) : ۱۴۰۳

## تیم فوتسال بانوان
قهرمانی کشوری :
قهرمانی لیگ برتر (۱) : ۱۳۹۰

## تیم والیبال بانوان
قهرمانی کشوری :
قهرمانی لیگ برتر (۱) : ۱۳۸۹
نایب قهرمانی لیگ برتر (۱) : ۱۳۸۸

## پیج ها
- سایت رسمی پرسپولیس
- اکانت رسمی پرسپولیس در یوتیوب
- توییتر رسمی باشگاه پرسپولیس در توییتر
- تلگرام رسمی باشگاه پرسپولیس در تلگرام
- اکانت اینستاگرام رسمی باشگاه پرسپولیس